# Boroșești (okręg Jassy)
Boroșești – wieś w Rumunii, w okręgu Jassy, w gminie Scânteia. W 2011 roku liczyła 822 mieszkańców.